# Ојлерова претпоставка
Ојлерова претпоставка је погрешно тврђење да једначина
{\displaystyle x^{4}+y^{4}+z^{4}=k^{4}\,}
нема решења у скупу природних бројева. Ојлер је дошао до ове претпоставке решавајући Велику Фермаову теорему. Многи математичари су неуспешно покушали доказати ову теорему.

## Контрапримери
Ојлерова претпоставка је оповргнута 1988. године. Те године Ноам Елкис је у претпоставку уврстио бројеве: {\displaystyle 2682440}, {\displaystyle 15365639}, {\displaystyle 18796760} и {\displaystyle 20615673} који су задовољавали полазну једначину. Касније је пронађено и мање решење:
{\displaystyle 95800^{4}+217519^{4}+414560^{4}=422481^{4}\,}